# Abduwali Muse
Abduwali Muse (Gaalkacyo, 1990) é um pirata somali, condenado pela participação do sequestro do MV Maersk Alabama, em abril de 2009. Sua história foi retratada no filme Captain Phillips (2013), no qual foi interpretado por Barkhad Abdi.